# Tour de Croàcia 2015
El Tour de Croàcia 2015 va ser la 10a edició del Tour de Croàcia. La cursa es disputà entre el 22 i el 26 d'abril de 2015, amb un recorregut de 838 km repartits entre cinc etapes. La cursa forma part de l'UCI Europa Tour 2015 amb una categoria 2.1.
El vencedor de la classificació general fou el polonès Maciej Paterski (CCC Sprandi Polkowice), que també guanyà dues etapes i les classificacions de per punts i de la muntanya. El segon classificat fou Primož Roglič (Adria Mobil), mentre el company d'equip de Paterski Sylwester Szmyd fou tercer. El CCC Sprandi Polkowice guanyà la classificació per equips.

## Equips
19 equips van prendre la sortida en aquesta edició:
- 3 equips continentals professionals: CCC Sprandi Polkowice, RusVelo, Novo Nordisk
- 15 equips continentals: Meridiana Kamen, Adria Mobil, D'Amico-Bottecchia, Felbermayr Simplon Wels, GM, Join-S-De Rijke, MG.Kvis-Vega, Verandas Willems, ActiveJet Team, Cycling Academy Team, Team Ecuador, Frøy Bianchi, Idea 2010 ASD, LKT Team Brandenburg, Radenska Ljubljana
- 1 equip nacional: Itàlia

## Etapes
| Etapes | Data       | Recorregut                    |                   | Km    | Vencedor d'etapa      | Líder de la general   | Ref         |
| ------ | ---------- | ----------------------------- | ----------------- | ----- | --------------------- | --------------------- | ----------- |
| 1a     | 22 d'abril | Makarska - Split              | Etapa accidentada | 154,0 | Grega Bole (SLO)      | Grega Bole (SLO)      | [ 3 ]       |
| 2      | 23 d'abril | Šibenik - Zadar               | Etapa plana       | 204,0 | Marko Kump (SLO)      | Marko Kump (SLO)      | [ 4 ] [ 5 ] |
| 3      | 24 d'abril | Llacs de Plitvice - Učka      | Etapa de muntanya | 230,0 | Maciej Paterski (POL) | Maciej Paterski (POL) | [ 6 ]       |
| 4      | 25 d'abril | Pula - Umag                   | Etapa accidentada | 155,1 | Dimitri Claeys (BEL)  | Maciej Paterski (POL) | [ 7 ]       |
| 5      | 26 d'abril | Sveti Martin na Muri - Zagreb | Etapa plana       | 177,5 | Maciej Paterski (POL) | Maciej Paterski (POL) | [ 8 ]       |

## Classificació final
|    | Ciclista                  | Equip                 | Temps       |
| -- | ------------------------- | --------------------- | ----------- |
| 1  | Maciej Paterski (POL)     | CCC Sprandi Polkowice | 22h 05' 16" |
| 2  | Primož Roglič (SLO)       | Adria Mobil           | + 1' 01"    |
| 3  | Sylwester Szmyd (POL)     | CCC Sprandi Polkowice | + 1' 18"    |
| 4  | Edward Rivasi (ITA)       | Itàlia                | + 1' 39"    |
| 5  | Serguei Firsànov (RUS)    | RusVelo               | + 1' 40"    |
| 6  | Branislau Samoilau (BLR)  | CCC Sprandi Polkowice | + 2' 17     |
| 7  | Emanuel Kiserlovski (CRO) | Meridiana Kamen Team  | + 2' 32"    |
| 8  | Davide Pacchiardo (ITA)   | Itàlia                | + 3' 18"    |
| 9  | Marek Rutkiewicz (POL)    | CCC Sprandi Polkowice | + 4' 09"    |
| 10 | Grega Bole (SLO)          | CCC Sprandi Polkowice | + 4' 23"    |

## Evolució de les classificacions
| Etapa | Vencedor        | Classificació general | Classificació per punts | Classificació de la muntanya | Classificació dels joves | Classificació per equips |
| ----- | --------------- | --------------------- | ----------------------- | ---------------------------- | ------------------------ | ------------------------ |
| 1     | Grega Bole      | Grega Bole            | Grega Bole              | Marco Tizza                  | Felix Großschartner      | RusVelo                  |
| 2     | Marko Kump      | Marko Kump            | Marko Kump              | Marco Tizza                  | Felix Großschartner      | Adria Mobil              |
| 3     | Maciej Paterski | Maciej Paterski       | Maciej Paterski         | Maciej Paterski              | Edward Rivasi            | CCC Sprandi Polkowice    |
| 4     | Dimitri Claeys  | Maciej Paterski       | Maciej Paterski         | Maciej Paterski              | Edward Rivasi            | CCC Sprandi Polkowice    |
| 5     | Maciej Paterski | Maciej Paterski       | Maciej Paterski         | Maciej Paterski              | Edward Rivasi            | CCC Sprandi Polkowice    |
| Final | Final           | Maciej Paterski       | Maciej Paterski         | Maciej Paterski              | Edward Rivasi            | CCC Sprandi Polkowice    |